# Ctenogobius phenacus
Ctenogobius phenacus är en fiskart som först beskrevs av Pezold och Lasala, 1987.  Ctenogobius phenacus ingår i släktet Ctenogobius och familjen smörbultsfiskar. Inga underarter finns listade i Catalogue of Life.